# Сумна пісня про руйнування Угорського королівства татарами

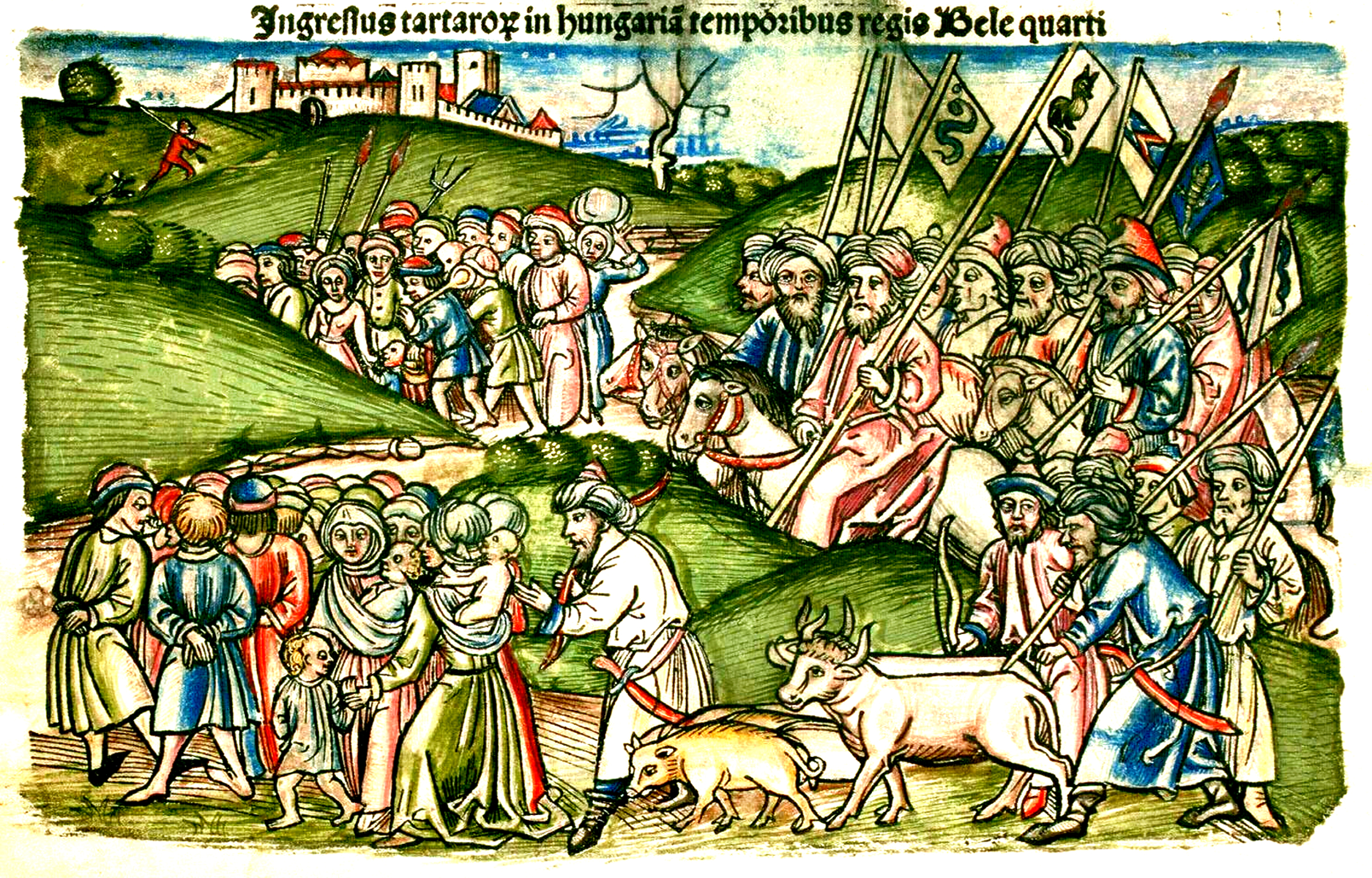
«Прихід татар до Угорщини за короля Бела IV». Ілл. з аугсбурзького видання «Мірної пісні» Т. Фегера та Е. Ратдольта 1488 (у складі хроніки Я. Туроці)

Сумна пісня про руйнування Угорського королівства татарами (лат. Carmen Miserabile super Destructione (Regni Hungariae per Tartaros facta) — написаний в середині XIII століття латинською мовою твір сплітського архієпископа магістра Рогерія про завоювання монголами Угорщини під час Західного походу в 1241-1242.
Рукописи твору не збереглося.
В даний час текст «Мірної пісні» реконструюється за 2-ма першими друкованими виданнями, зробленими в Аугсбурзі та в Брно в 1488. У цих виданнях твір Рогерія був представлений як частина «Угорської хроніки» Яноша Туроці.
«Мірна пісня» складається з 40 розділів, в яких автор розповідає про внутрішню ситуацію в Угорщині напередодні монгольської навали, а також про перше вторгнення, доводячи свою розповідь до весни 1242, коли татарські війська залишили Угорщину.

## Видання
- M. Rogerius de destructione Hungariae per tartares // Rerum Hungaricarum scriptores varii. Historici, geographici. Francofurtum, 1600, стор. 177-198;
- M. Rogerii Hungari, varadiensis capituli canonici, miserabile carmen, su historia super destructione regni Hungariae temporibus Belae IV regis, Tartaros facta / cura et studio Joannis Georgii Schwandtneri // Scriptores Rerum Hungaricarum veteres ac genuini. Pars Prima. Vindobona, 1766, стор. 367-403;
- M. Rogerii canonici Varadiensis Carmen miserabile /ed. SL Endlicher // Rerum Hungaricarum. Monumenta Arpadiana. Sangalli, 1849, p. 255-296;
- Magistri Rogerii Carmen miserabile/ed. M. Florianus // Historia Hungaricae Fontes domestici. V. 4. Budapestinum, 1885, p. 45-87;
- Rogerii carmen miserabile super destructione regni Hungariae per Tartaros facta /ed. L. de Heinemann // MGH SS. T. 29. Hannover, 1892 [Leipzig, 1925], p. 547-567;
- Carmen Miserabile Super Destruction Regni Hungariae per Tartaros / ed. L. Juhasz, в I Szentpetery // Scriptores Rerum Hungaricarum, 2 vols. (Budapest 1937-1938) 11, 543-88.

російською мовою:
- Магістр Рогерій. Сумна пісня про руйнування Угорського королівства татарами / пров. з лат. яз. та комент. А. С. Досаєва. СПб.: Дмитро Буланін, 2012, 304 с.